# Ateliotum crymodes
Ateliotum crymodes är en fjärilsart som beskrevs av Edward Meyrick 1908. Ateliotum crymodes ingår i släktet Ateliotum och familjen äkta malar. Inga underarter finns listade i Catalogue of Life.